# Egyszínű szalangána
Az egyszínű szalangána (Aerodramus vanikorensis) a madarak (Aves) osztályának sarlósfecske-alakúak (Apodiformes) rendjébe, ezen belül a  sarlósfecskefélék (Apodidae) családjába tartozó faj.

## Rendszerezése
A fajt Jean René Constant Quoy és Joseph Paul Gaimard írták le 1830-ban, a Hirundo nembe Hirundo vanikorensis néven.

## Alfajai
- Aerodramus vanikorensis aenigma (Riley, 1918)
- Aerodramus vanikorensis amelis (Oberholser, 1906)
- Aerodramus vanikorensis coultasi (Mayr, 1937)
- Aerodramus vanikorensis heinrichi (Stresemann, 1932)
- Aerodramus vanikorensis lihirensis (Mayr, 1937)
- Aerodramus vanikorensis lugubris (Salomonsen, 1983)
- Aerodramus vanikorensis moluccarum (Stresemann, 1914)
- Aerodramus vanikorensis palawanensis (Stresemann, 1914)
- Aerodramus vanikorensis pallens (Salomonsen, 1983)
- Aerodramus vanikorensis steini (Stresemann & Paludan, 1932)
- Aerodramus vanikorensis tagulae (Mayr, 1937)
- Aerodramus vanikorensis vanikorensis (Quoy & Gaimard, 1830)
- Aerodramus vanikorensis waigeuensis (Stresemann & Paludan, 1932)
- Aerodramus vanikorensis yorki (Mathews, 1916)[2]

## Előfordulása
A Fülöp-szigetek, Indonézia, Pápua Új-Guinea, a Salamon-szigetek, Vanuatu és Ausztrália területén honos. Természetes élőhelyei szubtrópusi és trópusi síkvidéki és hegyi esőerdők, barlangok közelében. Állandó, nem vonuló faj.

## Megjelenése
Átlagos testhossza 13 centiméter.

## Természetvédelmi helyzete
Az elterjedési területe rendkívül nagy, egyedszáma pedig stabil. A Természetvédelmi Világszövetség Vörös listáján nem fenyegetett fajként szerepel.